# 아구스타웨스틀랜드 AW109
아구스타웨스트랜드 AW109는 아구스타웨스트랜드에서 1971년에 개발한 다목적 헬리콥터이다.

## 사용국

### 군용
- 이탈리아 육군
- 뉴질랜드 왕립공군

### 민수용
- 스위스 레가 : 구조헬기로 운용중.
- 대한민국 유아이헬리제트 : 닥터헬기로 운용중.

## 제원[1][2]
일반 제원
- 승무원 : 1 내지 2명
- 승객 : 6내지 7명
- 전장 : 11.448m
- 높이 : 3.50m
- 기체중량 : 1590kg
- 최대이륙중량 : 2850kg

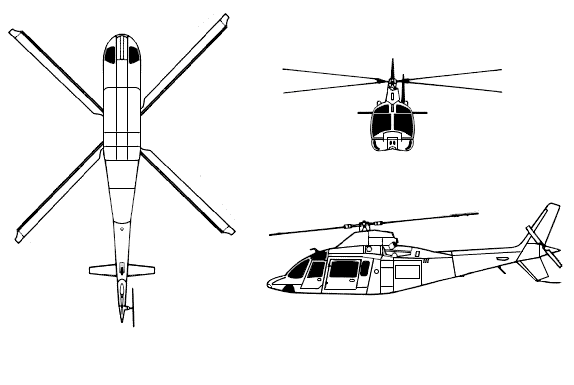
AW109의 삼면도

- 엔진 : 561마력의 2개 터보샤프트 엔진
- 메인로터길이 : 11m

비행제원
- 최대속도 : 311km/h
- 순항속도 : 285km/h
- 한계속도 : 311km/h
- 순항거리 : 932km
- 상승제한속도 : 9.8m/s

## 같이 보기
- 아구스타웨스트랜드 AW-119